# Pierre Lepesme
Pierre Lepesme, född 1913, död 1957, var en fransk entomolog som var specialiserad på tillämpad entomologi. Hans samlingar finns bevarade vid Musée des Confluences.
Auktorsnamnet Lepesme P. kan användas för Pierre Lepesme i samband med ett vetenskapligt namn inom zoologin; se Wikipedia-artiklar som länkar till auktorsnamnet.